# Касимовский ярус
| система                                                                          | система      | отдел        | ярус         | Ниж. граница, млн лет |
| -------------------------------------------------------------------------------- | ------------ | ------------ | ------------ | --------------------- |
| Пермь                                                                            | Пермь        | Приуральский | Ассельский   | 298,9 ±0,15           |
| Карбон                                                                           | Пенсильваний | Верхний      | Гжельский    | 303,7 ±0,1            |
| Карбон                                                                           | Пенсильваний | Верхний      | Касимовский  | 307,0 ±0,1            |
| Карбон                                                                           | Пенсильваний | Средний      | Московский   | 315,2 ±0,2            |
| Карбон                                                                           | Пенсильваний | Нижний       | Башкирский   | 323,4 ±0,4            |
| Карбон                                                                           | Миссисипий   | Верхний      | Серпуховский | 330,3 ±0,4            |
| Карбон                                                                           | Миссисипий   | Средний      | Визейский    | 346,7 ±0,4            |
| Карбон                                                                           | Миссисипий   | Нижний       | Турнейский   | 358,86 ±0,19          |
| Девон                                                                            | Девон        | Верхний      | Фаменский    | больше                |
| Деление и золотые гвозди в соответствии с IUGS по состоянию на декабрь 2024 года |              |              |              |                       |

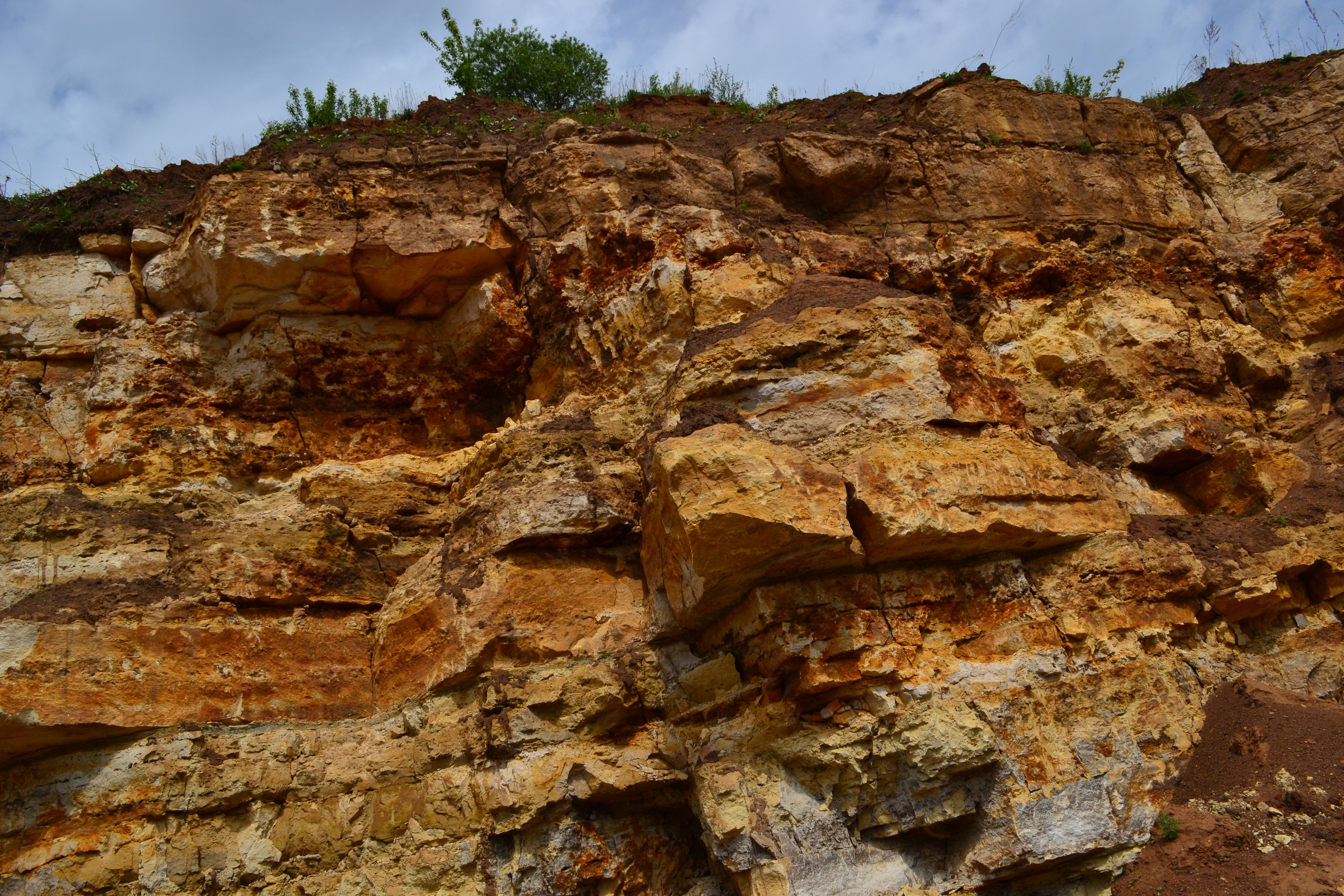
Карбонатные породы касимовского яруса

Касимовский ярус (С3k, англ. Kasimovian Stage) — стратиграфическое подразделение, нижний (первый) ярус верхнего карбона. Выделен в 1947 году Борисом Даньшиным, назван в честь города Касимов. Устаревшее название — тегулифериновый горизонт, жигулёвский ярус. 

## Состав и возраст
Сложен терригенными и морским карбонатными породами — известняками,  доломитами, глинами и мергелями.  Отложения касимовского яруса подстилаются породами московского яруса среднего карбона и перекрываются породами гжельского яруса. Кровля касимовского яруса сопоставлена на геохронологической шкале с отметкой времени 303,7 миллиона лет назад.

## Стратиграфические подразделения
Подразделяется (снизу вверх) на три серии свит — кревякинскую, хамовническую и дорогомиловскую.

## Фауна
Для касимовского яруса характеры фораминеферы, кораллы, брахиоподы, мшанки и иглокожие.

## Полезные ископаемые
Месторождения запасы известняков и доломитов.